# Morti nel 1993/Novembre
| Questa pagina contiene informazioni ricavate automaticamente dalle voci biografiche con l'ausilio del template Bio e di un bot. L'aggiornamento è periodico e automatico e ricostruisce completamente la pagina. Se manca una persona in questa lista, sei pregato di non aggiungerla, ma accertati piuttosto che la sua voce biografica contenga il template Bio e che i dati anagrafici siano correttamente compilati. Se il template Bio manca, inseriscilo tu stesso o, in alternativa, metti l'avviso {{tmp\|Bio}} che ne segnala la mancanza. Se i dati riportati sono sbagliati, correggi direttamente la voce biografica; le modifiche saranno visibili in questa lista entro pochi giorni. Per chiarimenti vedi il progetto biografie. La lista contiene solo le 118 persone che sono citate nell'enciclopedia e per le quali è stato implementato correttamente il template Bio. Pagina aggiornata al 3 mar 2024. |

- 1º novembre - Maeve Brennan, giornalista e scrittrice irlandese (n. 1917)
- 1º novembre - Severo Ochoa, biochimico spagnolo (n. 1905)
- 3 novembre - Harold Garnet Callan, biologo e zoologo britannico (n. 1917)
- 3 novembre - William Lanteau, attore statunitense (n. 1922)
- 3 novembre - John Lupton, attore statunitense (n. 1928)
- 3 novembre - Lev Sergeevič Termen, inventore sovietico (n. 1896)
- 3 novembre - Henri Thomas, scrittore, poeta e traduttore francese (n. 1912)
- 3 novembre - Batista Vinatzer, alpinista italiano (n. 1912)
- 4 novembre - Nerina Montagnani, attrice italiana (n. 1897)
- 5 novembre - Mario Cecchi Gori, produttore cinematografico italiano (n. 1920)
- 5 novembre - Bertil Lundman, antropologo e scrittore svedese (n. 1899)
- 5 novembre - Tadeusz Pankiewicz, farmacista polacco (n. 1908)
- 5 novembre - Arthur Rowe, calciatore e allenatore di calcio inglese (n. 1906)
- 5 novembre - Ester B. Valdes, cantautrice, paroliera e compositrice italiana (n. 1908)
- 6 novembre - Giuseppe Gerbi, calciatore italiano (n. 1912)
- 6 novembre - Joseph Serchuk, partigiano polacco (n. 1919)
- 7 novembre - Charles Aidman, attore statunitense (n. 1925)
- 7 novembre - Clemente Gaddi, arcivescovo cattolico italiano (n. 1901)
- 7 novembre - Adelaide Hall, cantante statunitense (n. 1901)
- 7 novembre - Jack Martin Smith, scenografo statunitense (n. 1911)
- 8 novembre - Marcello Landi, pittore e poeta italiano (n. 1916)
- 8 novembre - James Moffat, scrittore britannico (n. 1922)
- 8 novembre - Mario Tedeschi, giornalista e politico italiano (n. 1924)
- 8 novembre - Andrej Nikolaevič Tichonov, matematico sovietico (n. 1906)
- 8 novembre - Francisco Zuluaga, allenatore di calcio e calciatore colombiano (n. 1929)
- 9 novembre - Ross Andru, fumettista statunitense (n. 1927)
- 9 novembre - Ezio Anesi, politico italiano (n. 1943)
- 9 novembre - Stanley Myers, compositore inglese (n. 1930)
- 9 novembre - Antonio Neiwiller, attore, regista teatrale e drammaturgo italiano (n. 1948)
- 9 novembre - Mikhail Petrov, sollevatore bulgaro (n. 1965)
- 9 novembre - Gerald Thomas, regista e montatore britannico (n. 1920)
- 10 novembre - Alberto Breccia, fumettista argentino (n. 1919)
- 10 novembre - Giovanni Marongiu, politico italiano (n. 1929)
- 10 novembre - Paul Oßwald, allenatore di calcio e calciatore tedesco (n. 1905)
- 11 novembre - Wilhelmina Asbeek-Brusse, partigiana olandese (n. 1893)
- 11 novembre - Francesco Cattanei, politico e avvocato italiano (n. 1931)
- 11 novembre - Lisa De Leeuw, attrice pornografica statunitense (n. 1958)
- 11 novembre - Franco Evangelisti, politico e dirigente sportivo italiano (n. 1923)
- 11 novembre - Mildred Fizzell, velocista canadese (n. 1915)
- 11 novembre - Vittorio Mario Giuliani, partigiano italiano (n. 1922)
- 11 novembre - Domenico Peritore, politico italiano (n. 1928)
- 11 novembre - Franco Sassi, pittore e incisore italiano (n. 1912)
- 12 novembre - Bill Dickey, giocatore di baseball e allenatore di baseball statunitense (n. 1907)
- 12 novembre - Harry Robbins Haldeman, politico e imprenditore statunitense (n. 1926)
- 12 novembre - Vincenzo Li Causi, militare e agente segreto italiano (n. 1952)
- 12 novembre - Dria Paola, attrice italiana (n. 1909)
- 12 novembre - Anna Sten, attrice sovietica (n. 1908)
- 12 novembre - Jill Tweedie, scrittrice e giornalista inglese (n. 1936)
- 13 novembre - Arno Schönberger, storico dell'arte tedesco (n. 1915)
- 13 novembre - George Taylor, botanico scozzese (n. 1904)
- 14 novembre - András Béres, allenatore di calcio ungherese (n. 1924)
- 14 novembre - Fortunato Lamon, calciatore italiano (n. 1904)
- 15 novembre - Luciano Liggio, mafioso italiano (n. 1925)
- 15 novembre - Cvijetin Mijatović, politico jugoslavo (n. 1913)
- 15 novembre - Viola Myers, velocista canadese (n. 1927)
- 15 novembre - Evelyn Venable, attrice statunitense (n. 1913)
- 15 novembre - Gladys Walton, attrice statunitense (n. 1903)
- 16 novembre - Enrico Carboni, avvocato e politico italiano (n. 1906)
- 16 novembre - Tomàs Garcés, poeta e traduttore spagnolo (n. 1901)
- 16 novembre - Lorenzo Hierrezuelo, compositore, cantante e chitarrista cubano (n. 1907)
- 16 novembre - Ludovica Koch, germanista e traduttrice italiana (n. 1941)
- 16 novembre - Lucia Poppová, soprano slovacco (n. 1939)
- 17 novembre - Eugenio Cenisio, pittore italiano (n. 1923)
- 17 novembre - Luigi Daga, magistrato italiano (n. 1947)
- 17 novembre - Amy Jagger, ginnasta britannica (n. 1908)
- 17 novembre - Gaetano Scardocchia, giornalista e scrittore italiano (n. 1937)
- 18 novembre - Fritz Feld, attore tedesco (n. 1900)
- 18 novembre - João Martins, calciatore portoghese (n. 1927)
- 18 novembre - Rudolph Matt, sciatore alpino austriaco (n. 1909)
- 18 novembre - Branko Radović, cestista e allenatore di pallacanestro jugoslavo (n. 1933)
- 19 novembre - Kenneth Burke, filosofo e critico letterario statunitense (n. 1897)
- 19 novembre - Carlo Da Prà, bobbista italiano (n. 1931)
- 19 novembre - Leonid Gajdaj, regista, sceneggiatore e attore sovietico (n. 1923)
- 19 novembre - Dorothy Revier, attrice statunitense (n. 1906)
- 20 novembre - Emile Ardolino, regista statunitense (n. 1943)
- 20 novembre - Massimo Inardi, medico, parapsicologo e personaggio televisivo italiano (n. 1927)
- 20 novembre - Willi Rutz, calciatore tedesco (n. 1907)
- 20 novembre - Ivo de Carneri, medico italiano (n. 1927)
- 21 novembre - Bill Bixby, attore, regista e produttore televisivo statunitense (n. 1934)
- 21 novembre - Masaru Furukawa, nuotatore giapponese (n. 1936)
- 21 novembre - Nicola Musmeci, pilota automobilistico italiano (n. 1912)
- 21 novembre - Fernand Picard, progettista francese (n. 1906)
- 21 novembre - Bruno Rossi, fisico italiano (n. 1905)
- 21 novembre - Richard Wordsworth, attore inglese (n. 1915)
- 22 novembre - Anthony Burgess, scrittore, critico letterario e glottoteta britannico (n. 1917)
- 22 novembre - Alois De Hertog, ciclista su strada belga (n. 1927)
- 22 novembre - Bill Laughlin, cestista e allenatore di pallacanestro statunitense (n. 1915)
- 22 novembre - Ervino Loik, calciatore italiano (n. 1915)
- 22 novembre - Tat'jana Petrovna Nikolaeva, pianista e compositrice sovietica (n. 1924)
- 22 novembre - Elizabeth Threatt, modella e attrice statunitense (n. 1926)
- 23 novembre - Hervé Bromberger, regista e sceneggiatore francese (n. 1918)
- 23 novembre - Giuseppe Merlino, politico italiano (n. 1927)
- 24 novembre - Bernard V. Bothmer, egittologo statunitense (n. 1912)
- 24 novembre - Albert Collins, chitarrista e cantante statunitense (n. 1932)
- 24 novembre - Madame Grès, stilista francese (n. 1903)
- 25 novembre - Juan Carlos Castillo, ciclista su strada colombiano (n. 1964)
- 25 novembre - Boris Cyretarovič Chalzanov, regista sovietico (n. 1938)
- 25 novembre - Carl Lorenz, pistard tedesco (n. 1913)
- 25 novembre - Claudia McNeil, attrice statunitense (n. 1917)
- 26 novembre - Grande Otelo, attore e cantante brasiliano (n. 1915)
- 26 novembre - Cesare Blondet, calciatore italiano (n. 1910)
- 26 novembre - Erwin Gillmeister, velocista tedesco (n. 1907)
- 26 novembre - Dirk Albert Hooijer, naturalista olandese (n. 1919)
- 26 novembre - Saly Ruth Ramler, matematica statunitense (n. 1894)
- 27 novembre - Einar Landvik, combinatista nordico norvegese (n. 1898)
- 27 novembre - Guido Masetti, allenatore di calcio e calciatore italiano (n. 1907)
- 27 novembre - Demetrio Zaccaria, imprenditore italiano (n. 1912)
- 28 novembre - Perry Broad, militare brasiliano (n. 1921)
- 28 novembre - Kenneth Connor, attore britannico (n. 1918)
- 28 novembre - Jerry Edmonton, batterista canadese (n. 1946)
- 28 novembre - Bubbles Hawkins, cestista statunitense (n. 1954)
- 28 novembre - Joe Kelly, pilota automobilistico irlandese (n. 1913)
- 28 novembre - Camillo Togni, compositore e pianista italiano (n. 1922)
- 29 novembre - Gladia Angeli, scrittrice, poetessa e giornalista italiana (n. 1919)
- 29 novembre - Luca Luchetti, scultore e pittore italiano (n. 1938)
- 29 novembre - Marco Novaro, velista italiano (n. 1912)
- 30 novembre - Roque Marrapodi, calciatore argentino (n. 1929)
- 30 novembre - Tom Scannell, calciatore irlandese (n. 1925)